# Yoro (departament)
Yoro – departament w północnym Hondurasie. Zajmuje powierzchnię 7939 km². W 2001 roku departament zamieszkiwało ok. 465 tys. mieszkańców. Siedzibą administracyjną jest Yoro.
Składa się z 11 gmin:
- Arenal
- El Negrito
- El Progreso
- Yocón
- Morazán
- Olanchito
- Santa Rita
- Sulaco
- Victoria
- Yorito
- Yoro